# 战马工作室
战马工作室（Warhorse Studios） 是一家總部位于捷克布拉格的電子游戏开发商。战马工作室成立於2011年7月，創始人曾有在2K Czech以及波希米亞互動工作室工作的經歷。後來戰馬工作室相繼推出《天国：拯救》和《天国：拯救II》。2019年2月，该公司被Plaion收购。